# 沈荣清
沈荣清，浙江山阴（今浙江绍兴）人，是一名清朝政治人物。
沈荣清曾于1780年接替李逢春任宝山县知县一职，1781年由李华封接任。